# Josep Vilaseca i Casanovas

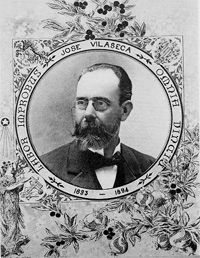
Josep Vilaseca i Casanovas

Josep Vilaseca i Casanovas (* 1848 in Barcelona; † 1910 in Barcelona) war ein katalanischer Architekt, Zeichner und Aquarellist. Er zählt zu den wichtigsten Wegbereitern und Vertretern des frühen Modernisme in Barcelona.

## Biografische Daten
Josep Vilaseca war zunächst Baumeister. Er studierte in Madrid Architektur. Schon während seines Studiums unternahm er zahlreiche Reisen in europäische Länder. Er erhielt seinen Titel als Architekt im Jahr 1873. Danach reiste er gemeinsam mit Lluís Domènech i Montaner durch Deutschland. Von 1874 bis zu seinem Tod war er Professor an der Architekturschule von Barcelona (Escola d'Arquitectura). Außerdem war er Präsident der Vereinigung der Architekten Kataloniens (Associació d'Arquitectes de Catalunya).
Vilaseca war ein sehr kultivierter, eleganter Architekt. Sein architektonisches Schaffen reicht zwar in seiner Raumkonzeption nicht an die Qualität seiner berühmteren Zeitgenossen heran, wohl aber in der Detailbearbeitung.
Seine Bedeutung als wichtiger Wegbereiter des katalanischen Modernisme ist nicht zu unterschätzen.
Begünstigt durch seine hervorragenden und detaillierten Zeichnungen war er in der Lage, intelligente und auch im Detail stimmige Architektur zu schaffen. Seine stilistische Entwicklung führte ihn von einem eher bodenständigen Historismus, inspiriert von den Ideen der Renaixença, über verschiedene „exotischere“ Spielarten des Historismus (neu-egyptisch, neomudéjar, neugotisch, japanische Einflüsse) schließlich zum Modernisme.
Vilaseca war eng mit Lluís Domènech i Montaner befreundet. Während der 1870er Jahre arbeiteten sie bei einigen Projekten zusammen. 1879–1884 schuf er mit der „fàbrica taller“ (Fabrik-Werkstatt) für Francesc Vidal i Jevellí ein Künstleratelier in klassisch historischem Stil, voll von lokal geprägten Details. Das Studio für die Brüder Masriera (1882) imitiert sogar einen griechischen Tempel korinthischer Ordnung.
Beim Grabmal der Familie Batlló (1885) und bei Casa Pla (1885–1886) sind deutliche äqyptische Einflüsse zu erkennen, einer damaligen Modeerscheinung folgend, ausgelöst zunächst durch Napoleons Feldzug nach Ägypten und gerade in Barcelona wiederbelebt durch das Suezkanal-Projekt von Ferdinand de Lesseps, der einige Jahre als Diplomat in Barcelona verbracht hatte. Das Schirmgeschäft Bruno Cuadros im gleichnamigen Haus zeigt hingegen (passend zu den Schirmen) deutliche japanische Einflüsse.
1888 errichtete Vilaseca den Triumphbogen für die Weltausstellung. Hier zeigt sich eine stärkere Hinwendung zum Mudéjar-Stil. Die Verwendung des „ärmlichen“ Materials Ziegelstein verleiht nicht nur den verschiedenen Bauten für die Weltausstellung eine gewisse Einheitlichkeit (so wurden auch Lluís Domènechs Restaurant Castell dels Tres Dragons, Pere Falqués’ Agrar-Pavillon, Gaietà Buïgas’ Seefahrts-Pavillon, Josep Fontserès Gewächshaus und einige weitere Bauten aus Sichtziegel-Mauerwerk errichtet). Der Ziegelstein und der Mudéjar-Stil bedeuteten für die junge katalanische Architektengeneration auch eine selbstbewusste Präsentation einer als genuin „spanisch“ empfundenen Architektursprache. Gerade dadurch wurde die Weltausstellung 1888 zum Ausgangspunkt des katalanischen Modernisme.
Während von nun an Vilasecas Freund Lluís Domenech i Montaner und Antoni Gaudí die Entwicklung des Modernisme durch immer freier geformte, „fließende“ Gebäude vorantrieben, „erstarrte“ Vilasecas Architektur in einer exquisit detaillierten, aber sehr strengen, am Mittelalter orientierten Architektursprache, deutlich zu sehen an den vier Häusern für die Familie Batlló, errichtet zwischen 1891 und 1895. Erst mit den zwei 1901–1904 errichteten Cases Cabot war Vilaseca in der Architektursprache des Modernisme angekommen.

## Werke
Wichtigste Werke in Barcelona:
- Casa Vilaseca (1874, nicht mehr vorhanden)
- Grabmal für Josep Anselm Clavé, Friedhof von Poblenou (1874–1876, mit Lluís Domènech i Montaner)
- Apsis der Kirche la Mare de Déu de la Bonanova (1876, mit Lluís Domènech i Montaner, im Bürgerkrieg zerstört, danach wiedererrichtet)
- Künstleratelier für Francesc Vidal i Jevellí, Carrer de la Diputació 326 / Carrer de Bailèn 60 (1881, im Jahr 1892 von Enric Sagnier umgebaut und in die Klosterschule Sagrat Cor integriert)
- Studio in Form eines antiken Tempels für die Brüder Masriera, Carrer de Bailèn 72 (1882)
- Denkmal für Bonaventura Carles Aribau, im Parc de la Ciutadella. (1884, Bildhauer:  Manel Fuxà i Leal)
- Casa Narcís Pla, Carrer de Pelai 11 (1885)
- Gruft der Familie Batlló auf dem Friedhof Montjuïc (1885, Bildhauer: Manel Fuxà i Leal)
- Denkmal für Josep Anselm Clavé, Passeig de Sant Joan (1888, Bildhauer: Manel Fuxà i Leal)
- Arc de Triomf (Triumphbogen) für die Weltausstellung (1888)
- Casa Bruno Cuadros ("Casa dels paraigües" – "Haus der Regenschirme"), Les Rambles 82  (1888, Umbau eines älteren Hauses)
- Casa Pia Batlló, Rambla de Catalunya 17 / Gran Via de les Corts Catalanes (1891)
- Cases Àngel Batlló, Carrer de Mallorca 253-257 (1891)
- Cases Enric Batlló, Carrer de Mallorca 259 / Passeig de Gràcia 75 (1895)
- Cases Àngel Batlló, Carrer de Mallorca 315 (1895)
- Cases Cabot, Carrer de Roger de Llúria 8-10, 12-14 (1901–1904)
- Casa Dolors Calm, Rambla de Catalunya 54 (1903, Umbau eines älteren Hauses)
- Casa Comas d'Argemir, Avinguda de la República Argentina 92 (1904)

## Bildergalerie

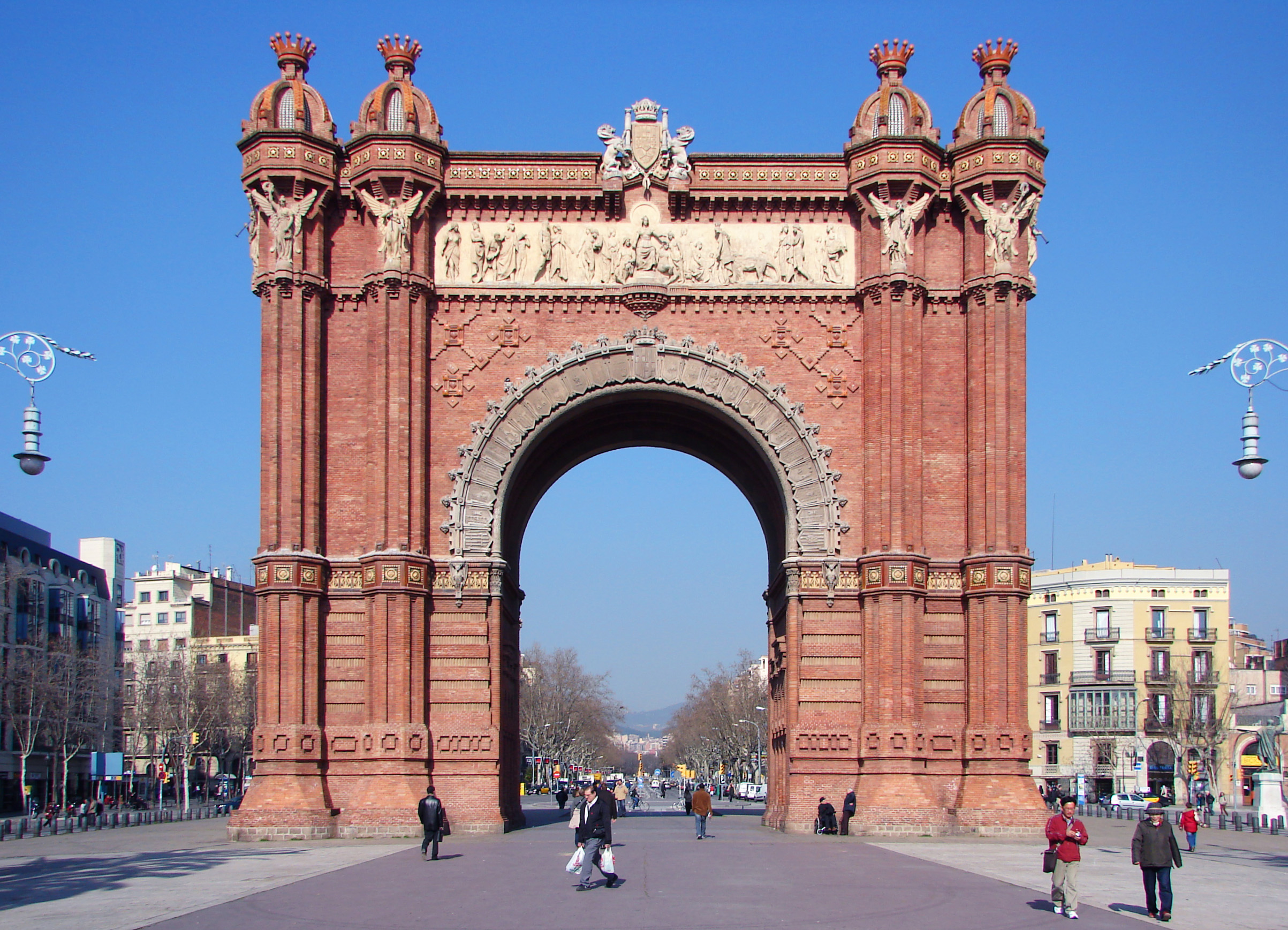
Triumphbogen, Weltausstellung 1888
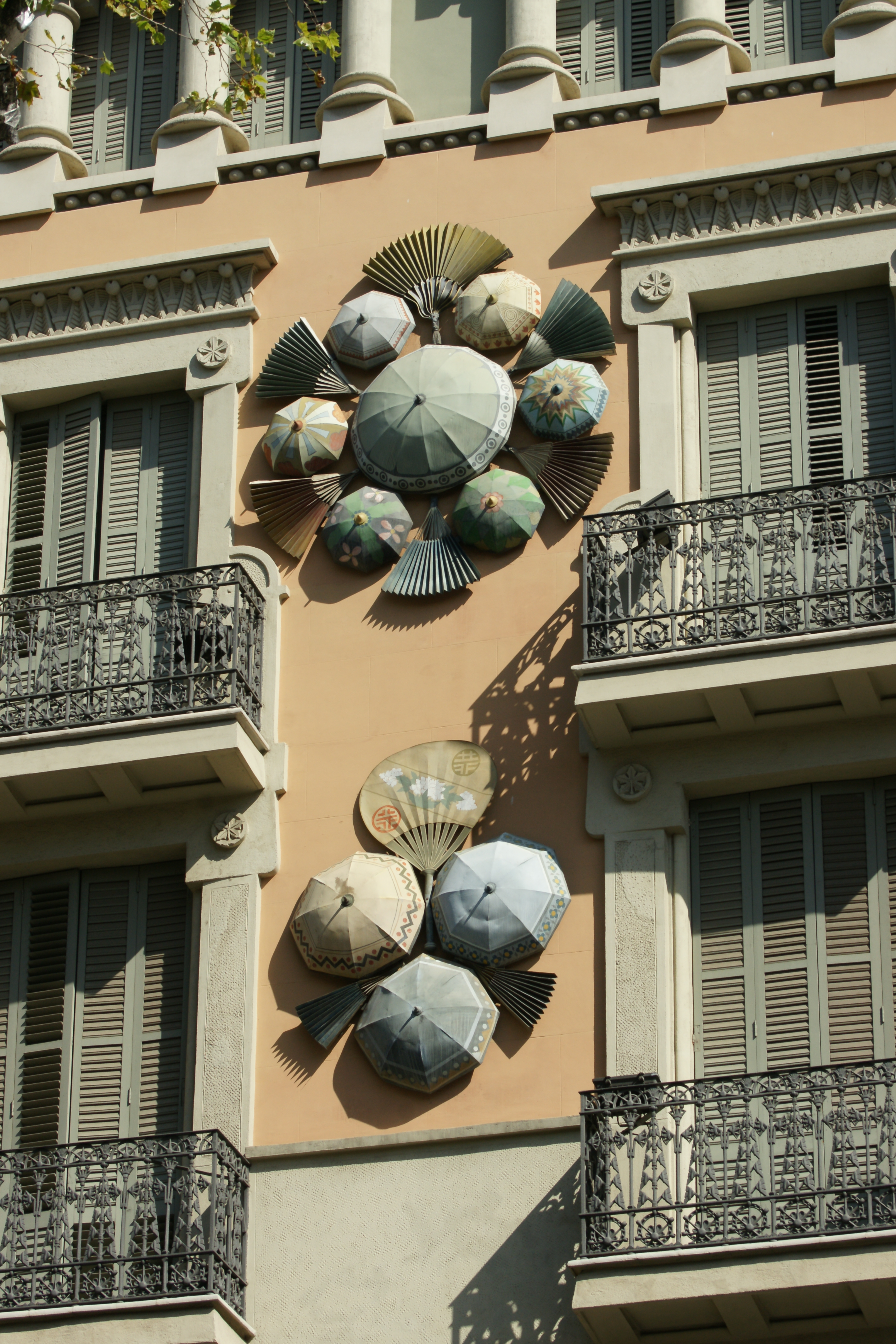
Casa Bruno Cuadros (Haus der Schirme)
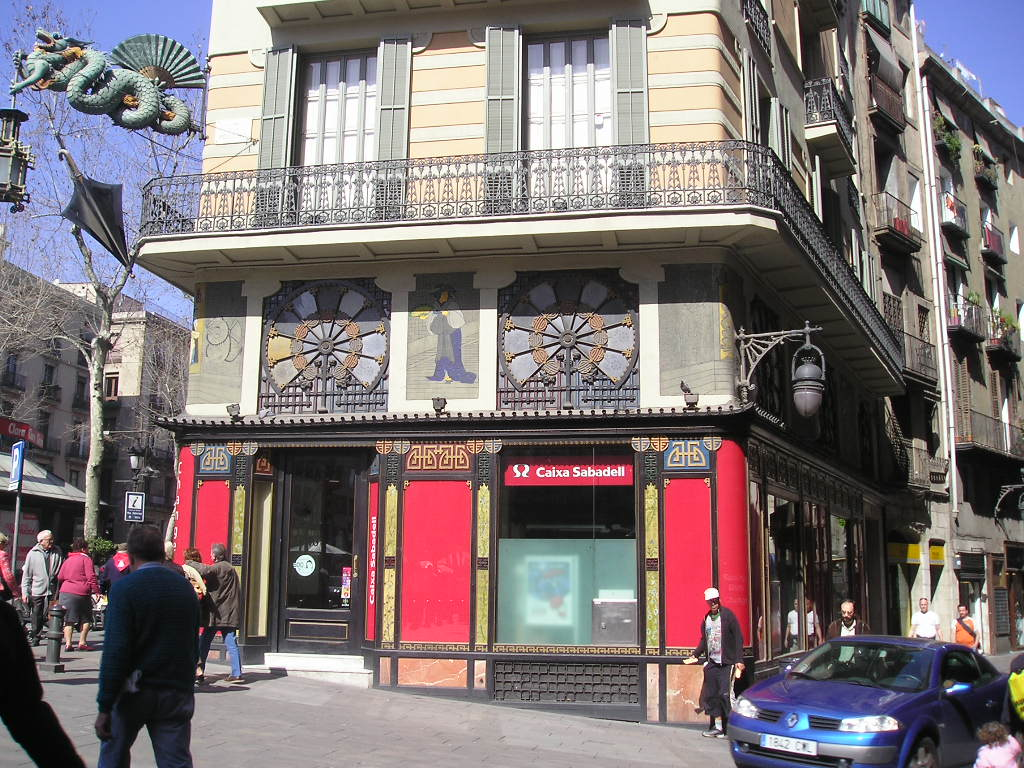
Casa Bruno Cuadros, ehem. Schirmgeschäft
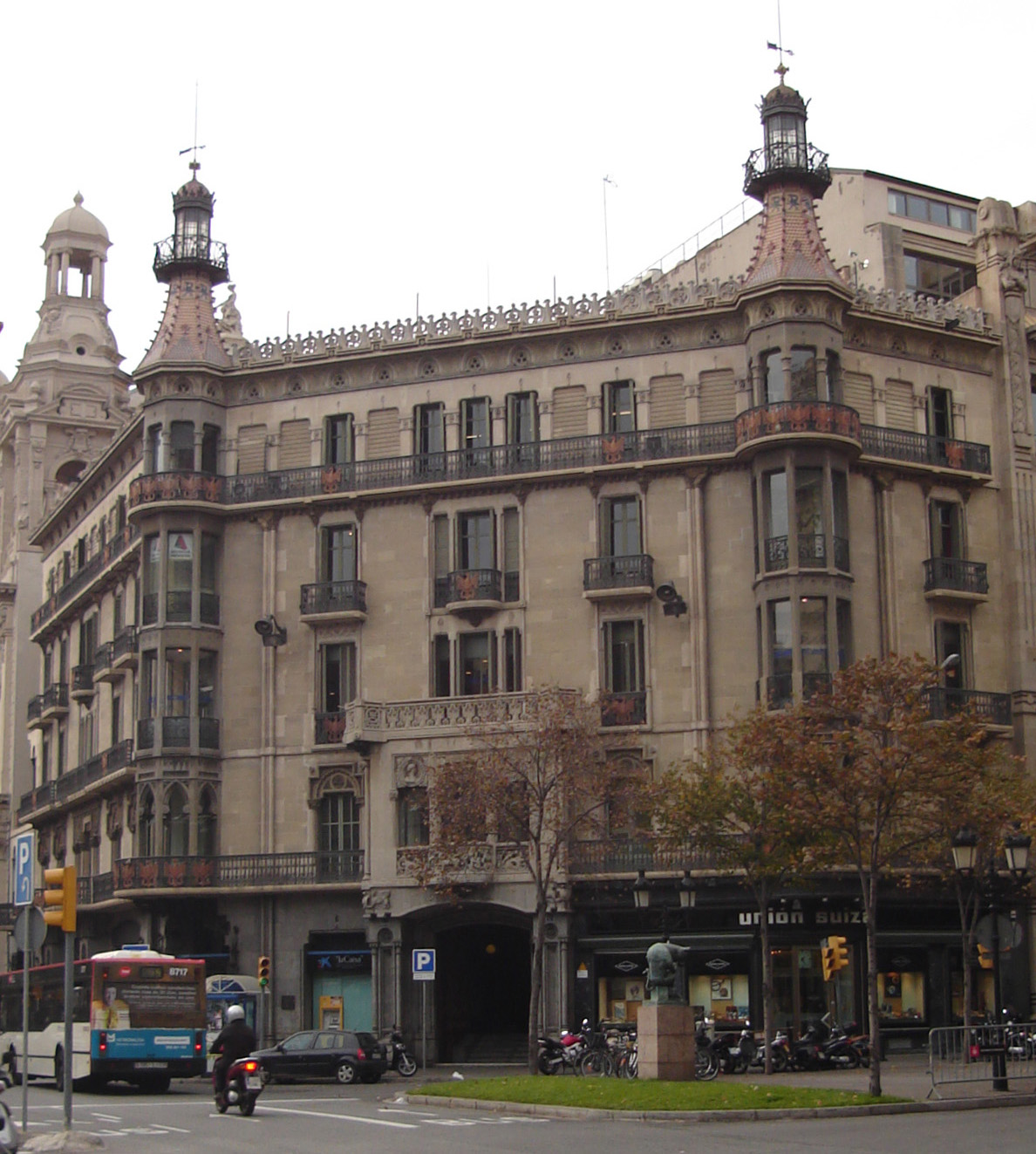
Casa Pia Batlló
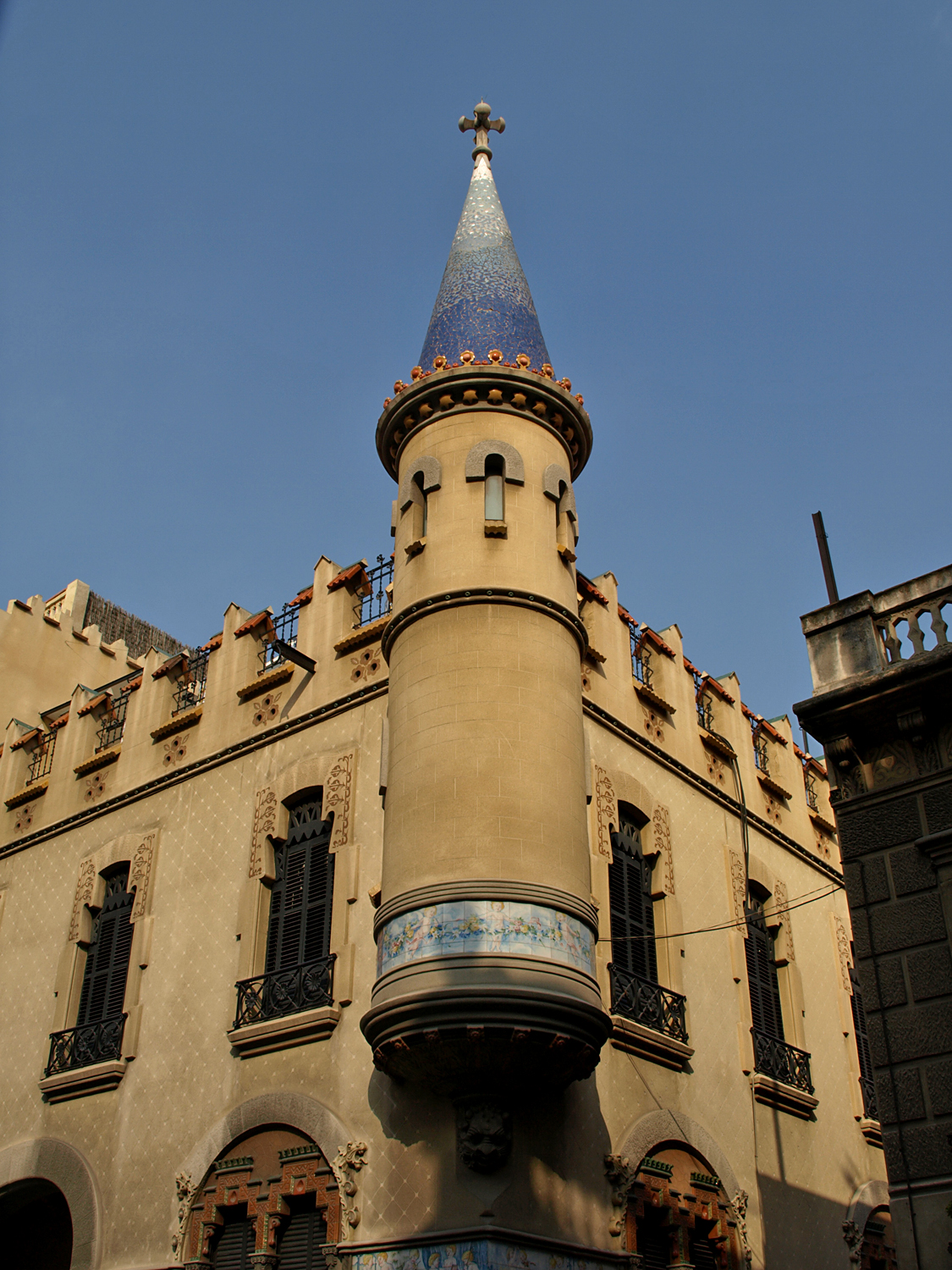
Casa Comas d'Argemir
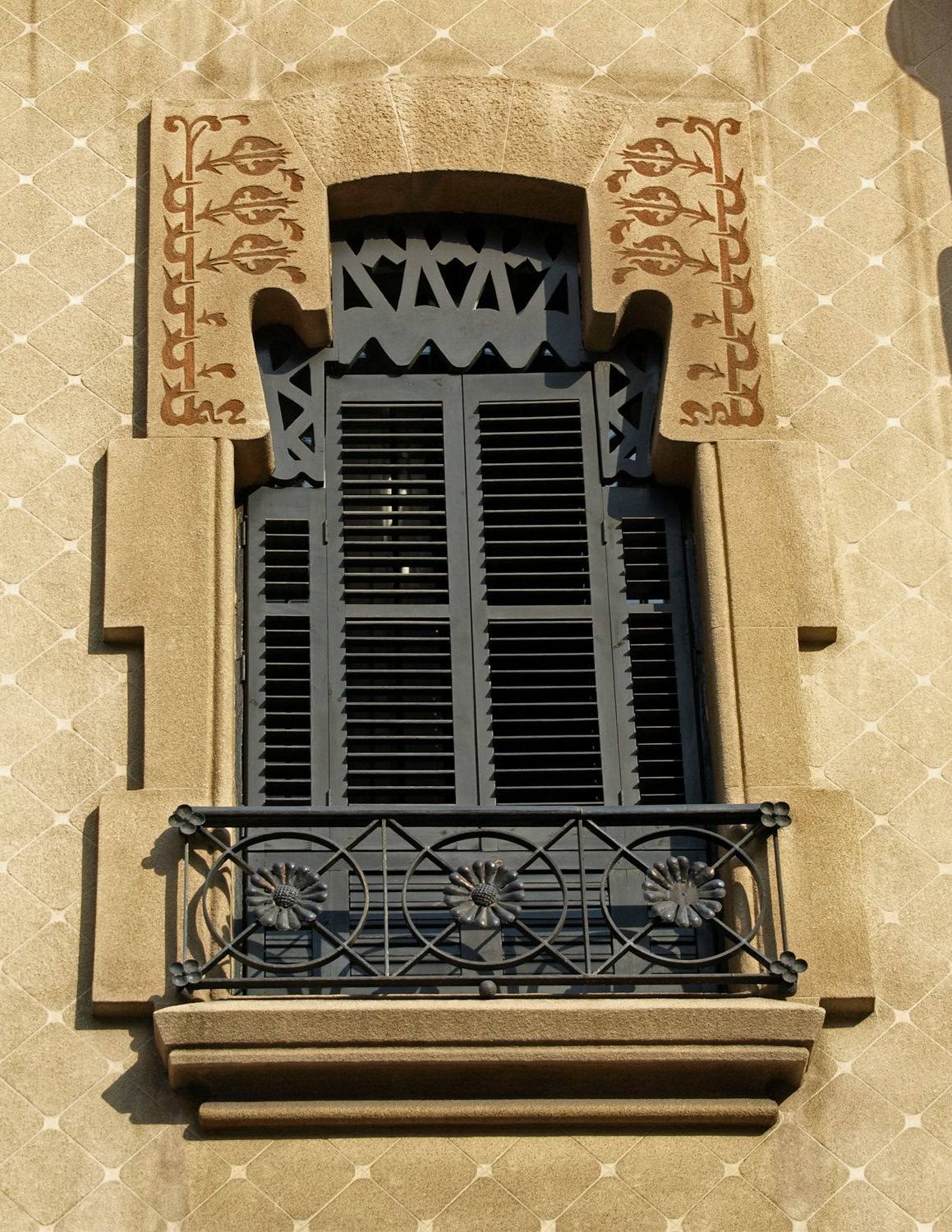
Casa Comas d'Argemir, Fensterdetail
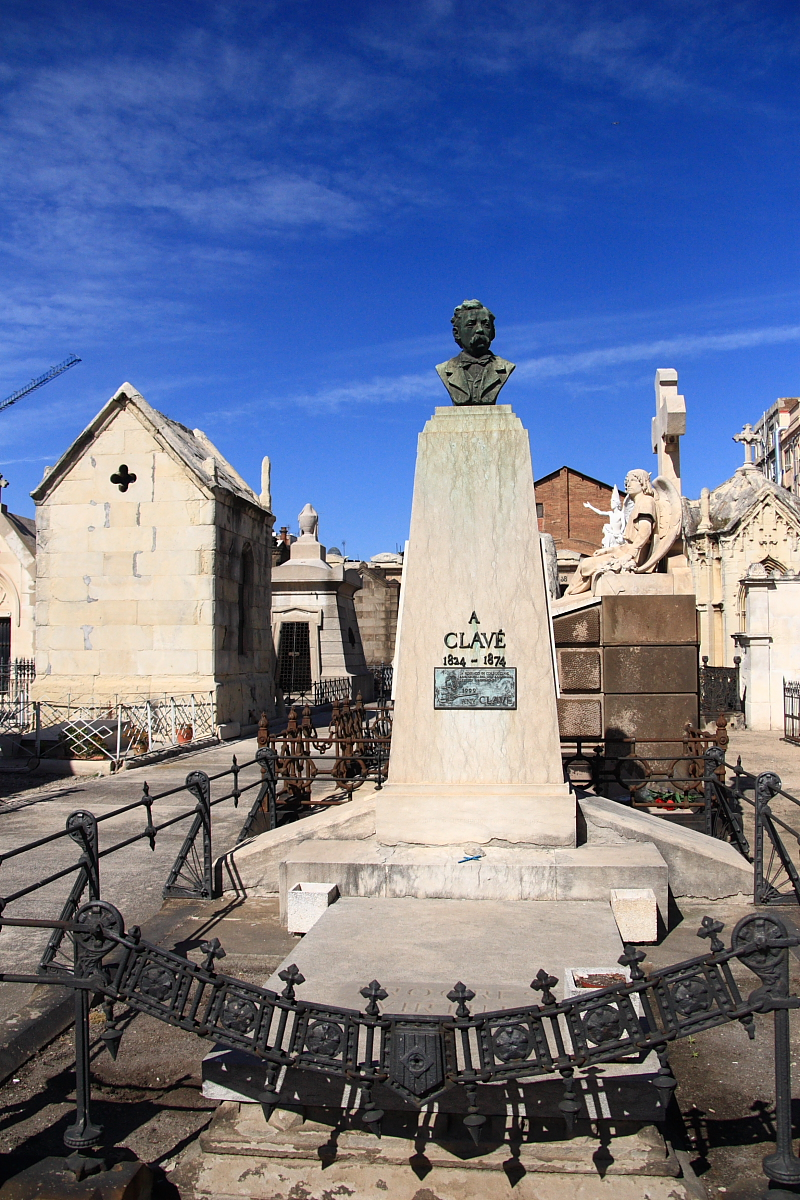
Grabmal für Josep Anselm Clavé
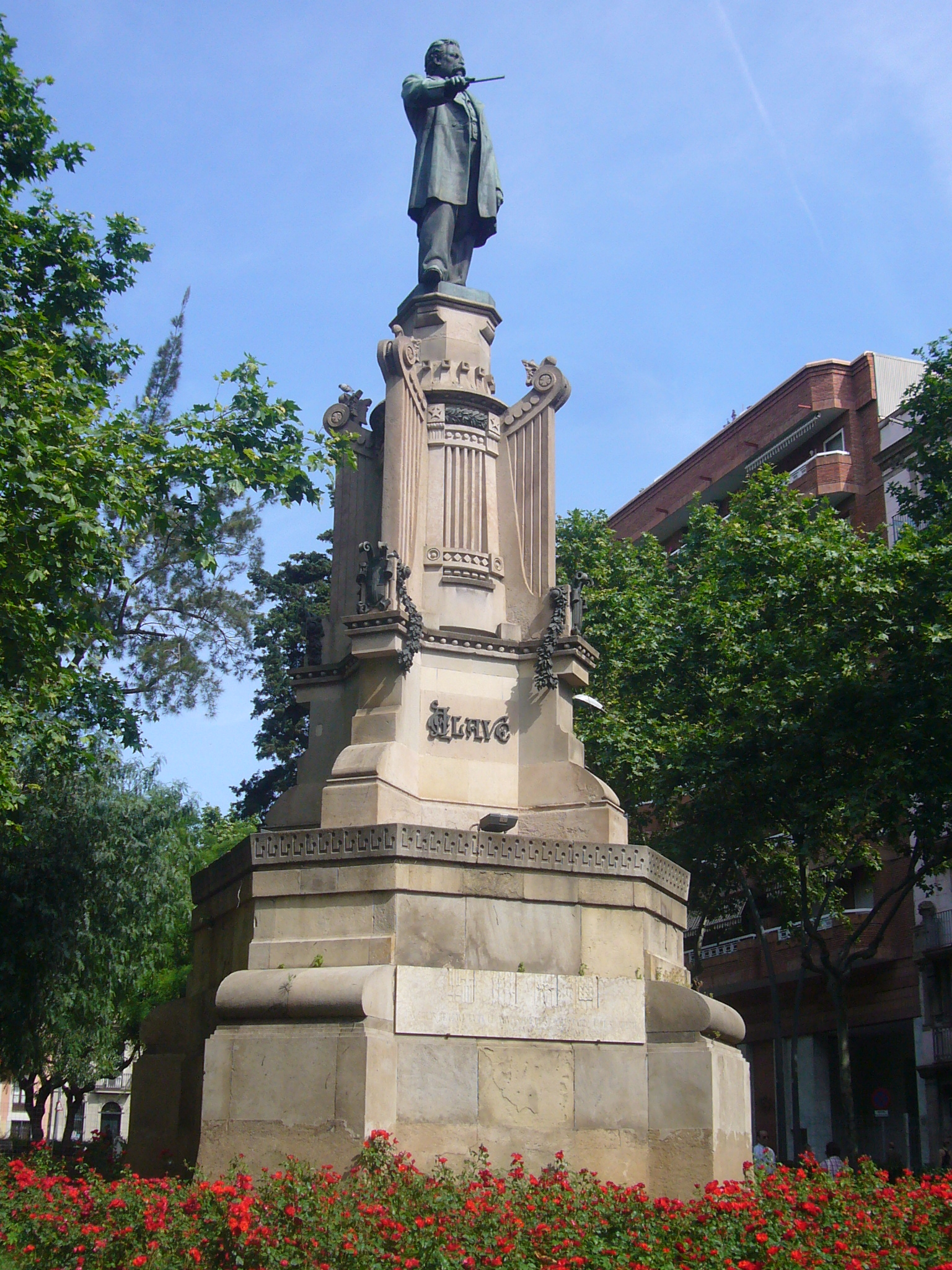
Denkmal für Josep Anselm Clavé